# Eureka (tv-serie)

 For alternative betydninger, se Eureka. (Se også artikler, som begynder med Eureka)
Eureka er en amerikansk tv-serie skabt af Andrew Cosby og Jaime Paglia. Serien debuterede på Sci Fi Channel den 18. juli 2006.